# Чемпионат Уругвая по футболу (Второй дивизион)
Второй (профессиональный) дивизион Уругвая — второй по уровню в системе лиг дивизион чемпионата Уругвая по футболу, проводимый под эгидой Ассоциации футбола Уругвая. Две лучшие команды по итогам сезона переходят в Высший дивизион (Примеру), две худшие отправляются в Первый любительский дивизион (де-факто с участием полупрофессиональных команд).
Турнир проводится с 1942 года. В 1915—1941 годах его эквивалентом был Дивизион Интермедиа.
| годы      | Уровни в структуре лиг чемпионата Уругвая | Уровни в структуре лиг чемпионата Уругвая | Уровни в структуре лиг чемпионата Уругвая | Уровни в структуре лиг чемпионата Уругвая |
| --------- | ----------------------------------------- | ----------------------------------------- | ----------------------------------------- | ----------------------------------------- |
| годы      | 1                                         | 2                                         | 3                                         | 4                                         |
| 1900—1902 | Примера                                   |                                           |                                           |                                           |
| 1903—1912 | Примера                                   | Сегунда                                   |                                           |                                           |
| 1913—1914 | Примера                                   | Сегунда                                   | Экстра                                    |                                           |
| 1915—1941 | Примера                                   | Интермедиа                                | Экстра                                    |                                           |
| 1942—1971 | Примера                                   | Сегунда                                   | Интермедиа                                | Экстра                                    |
| 1972—1978 | Примера                                   | Сегунда                                   | Первый любительский                       | Примера D                                 |
| 1972—н.в. | Примера                                   | Сегунда                                   | Первый любительский                       | Регионы                                   |

## Участники сезона 2022
1. Альбион
2. Атенас (Сан-Карлос)
3. Белья Виста
4. Мирамар Мисьонес
5. Ориенталь (Ла-Пас)
6. Потенсия
7. Прогресо
8. Рампла Хуниорс
9. Рентистас
10. Серрито
11. Суд Америка
12. Такуарембо (Такуарембо)
13. Уругвай Монтевидео
14. Хувентуд (Лас-Пьедрас)

Клубы, у которых в скобках не указан город, представляют Монтевидео.

## Список победителей
Любительская эпоха (не суммируется с профессиональными титулами)
- 1903 Ривер Плейт ФК
- 1904 Не проводился из-за Гражданской войны
- 1905 Ривер Плейт ФК
- 1906 Ривер Плейт ФК
- 1907 Бристоль
- 1908 Колон
- 1909 Либертад
- 1910 Нет данных
- 1911 Универсаль
- 1912 Реформерс
- 1913 Индепенденсия
- 1914 Бристоль

1915—1941Дивизион Интермедиа
С 1915 по 1941 год второе место в структуре футбольных лиг Уругвая занимал Дивизион Интермедиа.
Профессиональная эпоха
- 1942 Мирамар
- 1943 Ривер Плейт
- 1944 Рампла Хуниорс
- 1945 Прогресо
- 1946 Серро
- 1947 Данубио
- 1948 Не завершён (1)
- 1949 Белья Виста
- 1950 Дефенсор
- 1951 Суд Америка
- 1952 Монтевидео Уондерерс
- 1953 Мирамар
- 1954 Суд Америка
- 1955 Расинг
- 1956 Феникс
- 1957 Суд Америка
- 1958 Расинг
- 1959 Феникс
- 1960 Данубио
- 1961 Сентраль Эспаньол
- 1962 Монтевидео Уондерерс
- 1963 Суд Америка
- 1964 Колон
- 1965 Дефенсор
- 1966 Ливерпуль
- 1967 Ривер Плейт
- 1968 Белья Виста
- 1969 Уракан Бусео
- 1970 Данубио
- 1971 Рентистас
- 1972 Монтевидео Уондерерс
- 1973 Феникс
- 1974 Расинг
- 1975 Суд Америка
- 1976 Белья Виста
- 1977 Феникс
- 1978 Ривер Плейт
- 1979 Прогресо
- 1980 Рампла Хуниорс
- 1981 Эль Танке Сислей
- 1982 Колон
- 1983 Сентраль Эспаньол
- 1984 Ривер Плейт
- 1985 Феникс
- 1986 Мирамар Мисьонес
- 1987 Ливерпуль
- 1988 Рентистас
- 1989 Расинг
- 1990 Эль Танке Сислей
- 1991 Ривер Плейт
- 1992 Рампла Хуниорс
- 1993 Басаньес
- 1994 Суд Америка
- 1995 Уракан Бусео
- 1996 Рентистас
- 1997 Белья Виста
- 1998 Серро
- 1999 Хувентуд Лас-Пьедрас
- 2000 Монтевидео Уондерерс
- 2001 Вилья Эспаньола
- 2002 Ливерпуль
- 2003 Серрито
- 2004 Ривер Плейт
- 2005 Белья Виста
- 2005/06 Прогресо
- 2006/07 Феникс
- 2007/08 Расинг
- 2008/09 Феникс
- 2009/10 Эль Танке Сислей
- 2010/11 Рентистас
- 2011/12 Сентраль Эспаньол
- 2012/13 Суд Америка
- 2013/14 Такуарембо
- 2014/15 Ливерпуль
- 2015/16 Рампла Хуниорс
- 2016 Эль Танке Сислей
- 2017 Торке
- 2018 Серро-Ларго
- 2019 Торке
- 2020 Серрито
- 2021 Альбион
- 2022 Расинг

(1) Чемпионат не завершён по причине забастовки футболистов.

## Титулов по клубам
- Суд Америка — 7
- Феникс — 7
- Расинг — 6
- Ривер Плейт — 6
- Белья Виста — 5
- Монтевидео Уондерерс — 4
- Рампла Хуниорс — 4
- Рентистас — 4
- Ливерпуль — 4
- Эль Танке Сислей (Монтевидео/Флорида, с 2012 года) — 4
- Данубио — 3
- Мирамар Мисьонес — 3 (включая титулы клуба «Мирамар»)
- Прогресо — 3
- Сентраль Эспаньол — 3 (включая титулы клуба «Сентраль»)
- Серро — 2
- Колон — 2
- Дефенсор — 2 (ныне «Дефенсор Спортинг»)
- Серрито — 2
- Торке — 2
- Уракан Бусео — 2
- Басаньес — 1
- Хувентуд (Лас-Пьедрас) — 1
- Вилья Эспаньола — 1
- Такуарембо (Такуарембо) — 1
- Серро-Ларго (Мело) — 1
- Альбион — 1

Все клубы из Монтевидео, исключения указаны в скобках.